# Одяг

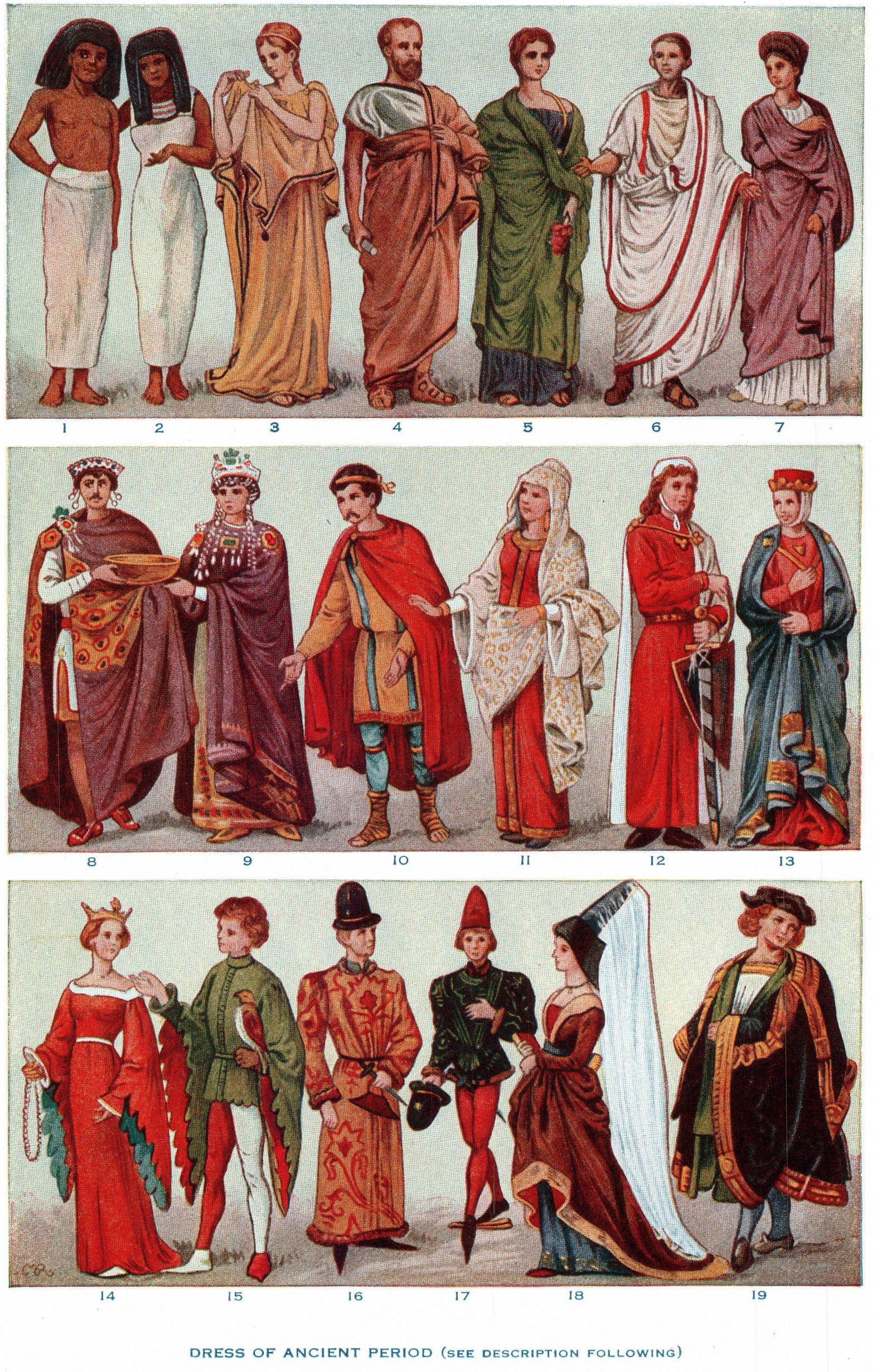
Історія розвитку моди та одягу: 1 — єгиптянин, 2 — єгиптянка, 3 — грекиня у пеплосі, 4 — грек у хітоні й гіматії, 5 — грекиня елліністичної доби, 6 — знатний римлянин у туніці і в тозі, 7 — римлянка періоду Імперії, 8 — візантійський імператор Юстиніан, 9 — візантійська імператриця Феодора, 10 — знатний франк, 11 — знатна франкська жінка, 12 — німецький дворянин XIII ст., 13 — німецька дворянка XIII ст., 14 — знатна молода жінка (1400 р.), 15 — знатний молодий чоловік (1400 р.), 16, 17 — знатні бургундці, 18 — знатна бургундка в геніні, 19 — нюрнберзький міщанин (1500 р.)

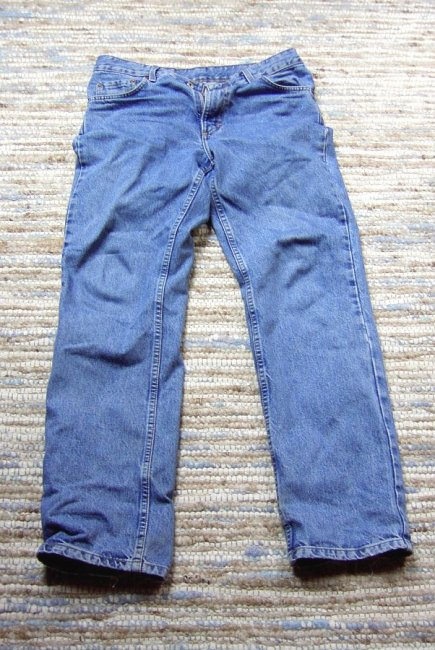
Джинси — один із популярних видів одягу в країнах Заходу.

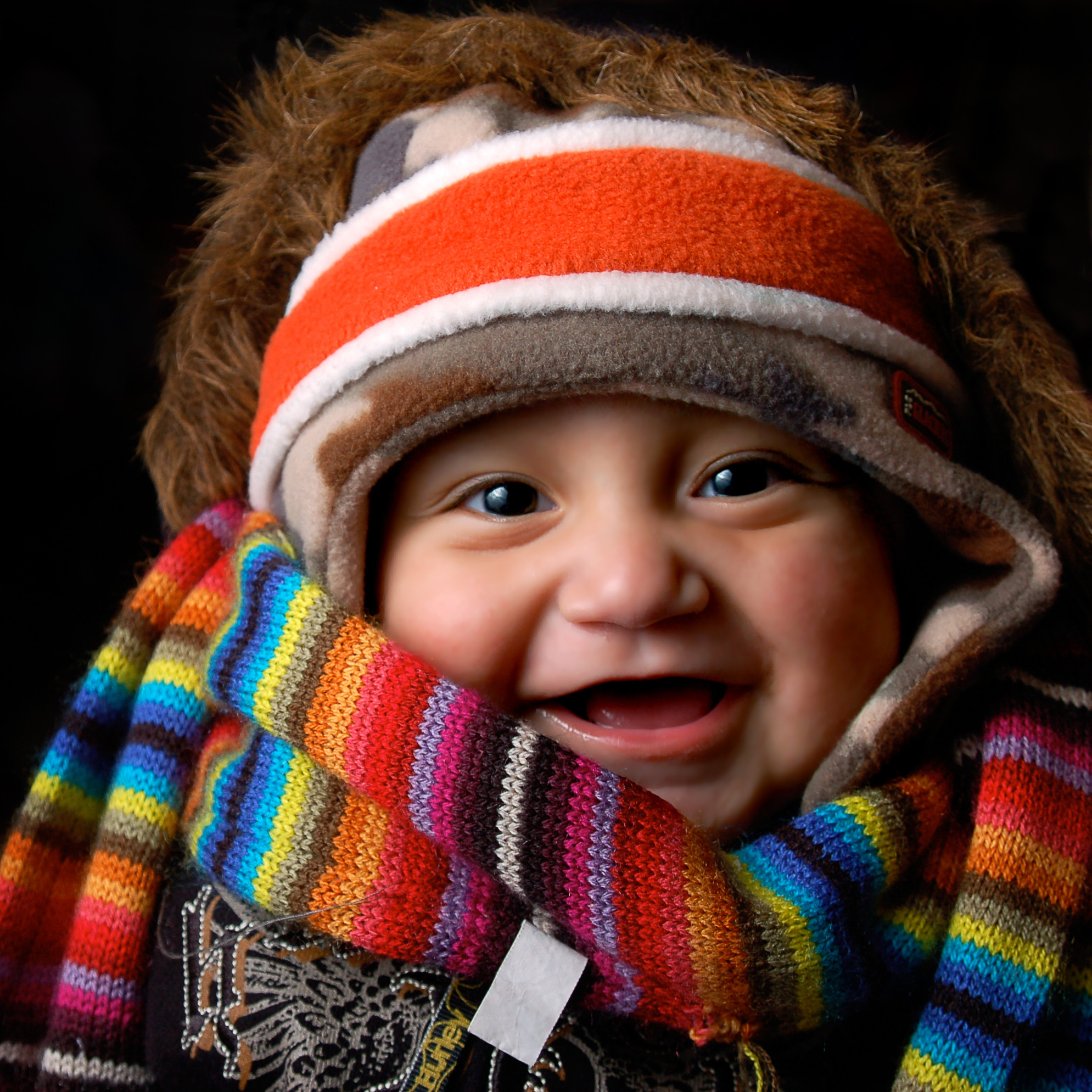
Дитина у зимовому одязі

О́дяг, оде́жа — сукупність рукотворних предметів та виробів, якими покривають тіло. Найчастіше одяг буває тканинний, синтетичний та вовняний.

## Терміни й етимологія
Одяг — очевидно, результат контамінації слів о́діж, одіва́ти і [дя́га] «щось велике, важке, роздуте», [дяг] «смужка лика». Термін «одежа» або рідше вживане «о́діж» походять від прасл. *odedja, звідки також біл. адзе́жа рос. одёжа (поруч зі звичайнішим оде́жда, запозиченням із старослов'янської мови) пол. odzież, застаріле odzieża, [odziża], староцерк.-слов. одєжда, болг. оде́жди (множина) — «облачення». За походженням праслов'янське слово являє собою префіксальне утворення від давньої редуплікативної основи *ded-, пов'язаної з коренем *dĕ-, що виступає в дієслові *dĕti («ді́ти», «подіти»).
Щодо одного предмету одягу вживають термін одежи́на. Сукупність усіх предметів одягу на людині, що творять цілісний ансамбль, називають вбрання́ або костю́м, такий само набір, але в уніфікованому вигляді називають фо́рма (з уточненням функціонального призначення) або стрій, однострій. Загальна назва для сильно зношеного одягу — ла́хи, лахмі́ття, дра́нтя. На Західній Україні побутують діалектичні назви одягу луді́ння, фа́нтя.

## Історія
Історія одягу з найдавніших часів до наших днів є наче дзеркалом, в якому відбивається вся історія людства. Кожна країна, кожен народ в окремі періоди свого розвитку накладають свій відбиток, свої специфічні риси на одяг людей. Історія моди майже так само стара, як й історія костюма. З того моменту, коли людина відкрила значення одягу як засобу захисту від несприятливих впливів природи, залишалося небагато доти, поки вона не почала міркувати про його естетичні функції.

### Первісне суспільство
З найдавніших часів людина прагнула прикрити своє голе тіло, що можна було б пояснити цнотливістю і почуттям сорому. Однак таке тлумачення видається занадто б вузьким і обмеженим, оскільки відомі племена, які обходилися і обходяться без одягу, навіть проживаючи в суворих кліматичних умовах (наприклад, аборигени Австралії, індіанці Вогняної Землі тощо). Найімовірніше, одяг був не тільки і не стільки прикриттям, скільки символом захисту від загрози ззовні, як реальної, так і (може бути, навіть ще більшою мірою) ірреальної. Навіть амулет був свого часу «одягом», оскільки він був перешкодою між голим людським тілом і навколишнім світом.
Дані археологічних розкопок свідчать, що одяг з'явився вже на ранніх стадіях розвитку людського суспільства. Головним матеріалом для первісного одягу повсюдно були шкіри тварин. Необхідні для їх обробки інструменти (шкрібачки, ножі, проколки тощо) виявляють на стоянках первісних людей, що відносяться до епохи мустьє (100-40 тис. років тому). Найпершими видами одягу були, мабуть, пов'язки на стегнах і плащі. Потім, прив'язавши до поясу дві довгі шкури, які захистили ноги від колючок, людина отримала панчохи; потім з'явилися нарукавники, що оберігали від пошкоджень рук. І нарешті, всі ці окремі частини одягу почали з'єднувати в одне ціле, скріплюючи їх ниткою з жил або рослинних волокон.
Судячи з археологічним даних, зшитий одяг з'явився вже в епоху верхнього палеоліту. Так, у 1964 році експедиція О. Н. Бадера на стоянці Сунгир (поблизу Володимира) виявила поховання літнього чоловіка, який помер 23 тисячі років тому. Археологам вдалося реконструювати його одяг, який складався з короткого плаща, шкіряної або замшевої сорочки з довгими рукавами, без розрізу спереду, яку надягали через голову (такі сорочки — малиця, або анораки — і зараз носять народи Арктики), і довгих шкіряних штанин, зшитих разом зі шкіряним взуттям типу мокасин. Весь одяг був багато оздоблений намистами з бивнів мамонта, загальна кількість яких перевищувала 3000. Унікальні скульптурні зображення жінок, одягнених в хутряні «комбінезони» з відлогами, знайдено на сибірських палеолітичних стоянках Буреть і Мальта.
В епоху неоліту людина навчилася прясти, ткати і в'язати. У цей період вона мала у своєму розпорядженні вже цілий набір різних предметів одягу, зроблених як зі шкір тварин, так і з різних тканин. У залежності від застосовуваних матеріалів і кліматичних умов одяг по-різному кріпили на фігурі: надягали через голову або драпували навколо тіла. Приблизно в цей же час з'явився одяг із розрізом спереду.
Отримати уявлення про гардероб людини того часу допоміг вченим муміфікований труп Етці — мисливця бронзової доби, знайдений у 1991 році в Ецтальських Альпах (на кордоні між Австрією та Італією). Верхнім одягом йому служив плащ, сплетений з трав'яних волокон (такі плащі місцеві пастухи носили ще в ХХ столітті). Під плащем був одяг, зшитий з козячих шкір — безрукавка довжиною до колін, зшита сухожиллями, довгі гетри і пов'язка на стегнах. Безрукавка була в кількох місцях заштопана нитками з волокон жорсткої трави. Одяг Еці доповнювали хутряна шапка, зав'язана ремінцями під підборіддям, і високі черевики з хутра та замші, втеплені всередині шаром сіна (свого роду доісторичні снігоступи). Значення цієї знахідки важко переоцінити — вперше в історії археології в руки дослідників потрапив такий повний комплект одягу звичайної людини епохи неоліту, причому одягу повсякденного, який відбиває потреби, смаки і звички людей кінця кам'яної доби.

### Стародавній Схід
«Стародавній Схід» — збірне географічне, соціально-економічне і культурно-історичне поняття, що об'єднує найдавніші в історії людства держави — Стародавній Єгипет, Шумер, Вавилон, Ассирію, Давню Юдею, Стародавній Китай, Давню Індію тощо. Різниця природно-кліматичних і соціокультурних умов визначала значну різницю в естетичних ідеалах, смаки та вподобання народів, що населяли регіон, тому говорити про одяг на Стародавньому Сході в цілому досить складно.
У  Стародавній Месопотамії основною сировиною для ткацького виробництва служила овеча і козяча шерсть. До нас дійшли десятки термінів для позначення різних видів вовняних тканин, що відносяться до їх якості або зовнішньому вигляду. Тканини забарвлювалися в різні кольори. Особливо цінувалися тканини, пофарбовані пурпуром.
У  Шумері основним одягом чоловіків були туніка і пов'язка на стегнах. Туніка являла собою сорочку без рукавів або з дуже короткими рукавами, в талію. Набедренник виглядав як полотнище завдовжки від 4 до 9 ліктів (2 — 4,5 метри), був нерідко облямований бахромою. У більшості випадків його просто обмотували навколо тіла і закріплювали поясом. Верхнім одягом служив плащ прямокутної форми; його носили, зав'язавши на грудях тасьмами, або обгортали навколо тіла, залишаючи вільною праву руку.
У Ассирії та Вавилоні основним чоловічим одягом теж була туніка з короткими рукавами — канді. Чим знатнішою і багатшою була людина, тим довшою і ошатнішою була її канді. Кілька видів одягу одночасно мав право носити тільки цар. Знаком царської гідності був пурпуровий конас — плащ особливого крою, рясно прикрашений вишивкою, бахромою і золотими карбованими пластинками. Одяг воїнів, крім сорочки і плаща, містив у собі новий елемент костюму — штани.
Жіночий одяг порівняно мало відрізнявся від чоловічого. Жіноча туніка була, як правило, довша за чоловічу, у верхній своїй частині шилася в обтяжку, іноді мала розрізи збоку. Була відома також спідниця, зшита з декількох горизонтальних полотнищ, кожне з яких мало 0,5 метра в ширину, причому верхнє полотнище згорталося в джгут і замінювало пояс. У  Вавилоні та  Ассирії  жінки носили довгі прямі сукні з довгими вузькими рукавами.
У стародавніх  євреїв  чоловічий одяг складався з сорочки (кетонет) і плаща (Сімла). Сімла являла собою чотирикутний шматок грубої шерсті тканини чорного або бурого кольору, зшитий таким чином, що залишалося один отвір спереду і два по боках, для рук. Широка складка на грудях заміняла кишеню. Вдень Сімла служила одягом, а вночі — ковдрою. У бідняків вона часто була єдиним майном, тоді як у багатих людей гардероб був набагато більшим, що включав одяг для різних випадків, для різних пір року і навіть для різного часу доби. Одяг прикрашали вишивкою; в холодну пору року носили одяг, оторочену хутром. Закон наказував по чотирьох кутах верхнього одягу пришивати пензля ( ціціт ) і вставляти в них нитки з блакитної вовни, щоб вони постійно нагадували про заповідях Божих.
Жіночий костюм, загалом, мало відрізнявся від чоловічого, хоча закон і погрожував смертю тим, хто одягався не відповідно до своєї статі. Різниця полягала в тому, що одяг жінок був довшим, шився з більш тонких тканин і багатше оброблявся. Знатні жінки віддавали перевагу візерункові ассирійські і пурпурові фінікійські, а також прозорі єгипетські та індійські тканини; деякі з цих тканин, за свідченням сучасників, були такі тонкі, що ціла штука такої матерії в згорнутому вигляді була величиною не більшою за горіх. З них робили довгі і дуже широкі, з безліччю складок, шати. Мода вимагала носити їх з напуском; для цього одяг стягували поясом і різноманітними пряжками. Багатий жіночий костюм складався, як правило, з кількох верхніх і нижніх елементів одягу, причому верхній одяг найчастіше був білого кольору.

### Античність
У Стародавній Греції основною сировиною для виготовлення одягу служили льон (правда, набагато гіршої якості, ніж єгипетський) і овеча вовна. Прядіння і ткацтво були виключно жіночими заняттями. Готову тканину вибілювали або фарбували. Як і всі жителі півдня, греки любили яскраві кольори (різні відтінки зеленого, червоного, помаранчевого тощо). Траурними квітами вважалися чорний, темно-зелений і сірий. Найбільш ошатними вважалися білі тканини, а найдорожчими — пурпурові. Одяг прикрашали вишивкою (іноді — повністю, частіше — по краях, у вигляді кайми); вишивку могли доповнювати нашитими золотими пластинками або бляшками.
У крито-мікенську епоху (XVI—XIII ст. до н. е.) Повсякденний одяг чоловіків складався із пов'язки на стегнах, а святковий — з довгої кольоровий спідниці, поверх якої накидалися схоже на сітку шати. Мисливці і воїни носили короткі шкіряні штани. Що стосується жінок, основною деталлю їх одягу теж була спідниця — довга, розкльошена донизу, з безліччю нашитих воланів, розташованих горизонтальними ярусами один над одним (історики моди нерідко називають такі спідниці «кринолінами»). Спідницю доповнював короткий жакет, стягнутий під грудьми шнурівкою, з вузькими короткими рукавами і дуже глибоким вирізом, що повністю оголював бюст. У прохолодну погоду на плечі накидали довгі шалі і шарфи з китицями і бахромою. Предмети одягу скріплювалися між собою за допомогою мотузків, або ґудзиків. Досі невідомо, як виник цей унікальний тип жіночого одягу, що йому передувало, чому він вийшов з ужитку і чому ніяк не вплинув на грецький костюм подальших епох.

### Раннє Середньовіччя
У стилі одягу періоду раннього Середньовіччя воно лежить стиль, що залишився європейцям від періоду великого переселення народів. Це хутряні та шкіряні плащі, шкіряні та кістяні елементи захисного одягу, примітивне взуття та обмотки для штанів. Довгі й короткі туніки, що надягають одна на одну, плащі — від шкір до зшитих шматків тканини, сколених, пов'язаних, прошнурованих, з обробкою і без. Штани: короткі, до колін, довгі, прикріплені обмотками до литок і заправлені в шкіряні панчохи або взуття — постоли.

### Пізнє Середньовіччя
Період панування церкви визначив спосіб життя середньовічної людини, соціальні кордони суспільства і естетичне кредо. Хрестові походи (1095—1270) зумовили вплив східної моди на європейську. Уніфікація, продиктована бідністю і примітивністю виробництва, заповнюється гонитвою за обсягом та розміром. Лицарські турніри і вся екіпіровка, що їх супроводжувала — лати, штандарти і герби, бло, попони коней — у своїй строкатості і асиметрії малюнків породили костюми, що так і називалися — «гербовими».

### Новий час
У XIX-му столітті мануфактурні технології завдяки винаходу парової машини (а також електрики) вийшли на новий рівень. Одяг, що виготовляється за допомогою машин, став доступнішою для всіх верств населення. До цього переважав одяг з матеріалів грубої обробки (одяг з тонких матеріалів носили тільки аристократи й заможні люди).

## Цілі одягу
- Прикриття тіла,
- Захист від спеки й холоду
- Гігієна,
- Прикраса (мода).
- Комунікативна функція.

Одяг — здобуток культури. Одяг не тільки прикриває тіло і виконує захисну функцію, а також є показником культури й виконує комунікаційну функцію.
Одяг вказує на рід занять, професію, положення в суспільстві і соціальний статус, належність до певної групи (напр. любителі рок музики), вік людини, певну подію в житті (напр. чорний одяг на похороні), гріхопадіння.

## Види одягу
Одяг розрізняють:

### За спиранням на частини тіла людини
- Плечовий одяг — одяг, що спирається на верхню опорну поверхню тіла, обмежену зверху лініями зчленування тулуба з шиєю і верхніми кінцівками, а знизу — лінією, що проходить через виступаючі точки лопаток і грудей: пальто, напівпальто, плащ, накидка (пелерина), піджак, жакет, жакетка, джемпер, жилет, светр, комбінезон, напівкомбінезон, повзунки, сукня, халат, блузка, кофточка, верхня сорочка, нижня сорочка, нічна сорочка, фартух, комбінація, розпашонка, сорочка, фуфайка, майка, купальник.
- Поясна одяг — одяг, що спирається на нижню опорну поверхню тіла, обмежену зверху лінією талії, а знизу — лінією стегон: штани, шорти, рейтузи, спідниця, нижня спідниця, труси, плавки, кальсони, панталони.[8]

### За функціональними ознаками
- Спідня білизна — виріб для створення необхідних гігієнічних умов тіла: майка, труси, панталони тощо.
- Корсетний виріб — швейний або трикотажний виріб, що одягається безпосередньо на тіло для формування і підтримки окремих частин тіла, а також для тримання панчіх: бюстгальтер, грація, напівграція, корсет, напівкорсет, пояс для панчіх.
- Верхній одяг — одяг, що надягають на корсетні вироби, натільну білизну і (або) вироби костюмно-платтяної групи: куртка, пальто, плащ тощо.
- Головний убір — швейний або трикотажний виріб, що покриває голову: шапка-вушанка, кепі, кепка, капелюх, шапка, берет, шолом, жокейка, пілотка, капор, чепчик, кашкет, безкозирка, тюбетейка.
- Панчішно-шкарпетковий виріб — трикотажний виріб, що одягається безпосередньо на тіло і покриває нижню частину тулуба та (або) ноги, кожну окремо, включно зі ступнями: підслідники, шкарпетки, напівпанчохи, панчохи, гетри, колготки
- Рукавичний виріб — швейний або трикотажний виріб, що одягається безпосередньо на тіло і покриває нижню частину руки та передпліччя: варежки, рукавиці, перчатки, рукавички
- Хустково-шарфовий виріб — швейний або трикотажний виріб, що покриває голову і (або) шию: хустка, косинка, шарф
- Взуття — виріб для запобігання ногам від зовнішніх впливів, що несе утилітарні та естетичні функції[9]

### За статево-віковими ознаками
- Чоловіча
- Жіноча
- Дитяча
  - для новонароджених — для дітей до 9 місяців
  - для дітей ясельної групи — для дітей від 9 місяців до 3 років
  - для дітей дошкільної групи — для дітей від 3 до 7 років
  - для дітей молодшої шкільної групи — для хлопчиків від 7 до 12,5 років та дівчаток від 7 до 11,5 років
  - для дітей старшої шкільної групи — для хлопчиків від 12,5 до 15,5 років та дівчаток від 11,5 до 14,5 років
  - для дітей підліткової групи — для хлопчиків від 15,5 до 18 років та дівчаток від 14,5 до 18 років

### За кліматичними характеристиками
- Літня
- Зимова
- Демісезонний — одяг для весняно-осіннього періоду
- Всесезонний — одяг для носіння в будь-який час року

### За експлуатаційними ознаками
- Побутова
  - Домашній — побутовий одяг для роботи та відпочинку в домашніх умовах
    - Робочий — домашній одяг для роботи в побутових умовах

  - Повсякденний — побутовий одяг для повсякденного носіння
  - Урочистий — побутовий одяг для носіння в урочистих умовах
  - Спортивний — побутовий одяг для занять спортом
  - Національний — побутовий одяг, що відображає специфіку національної культури та побуту народу. Може бути повсякденним, урочистим або обрядовим.
- Виробничий (не плутати з побутовим робочим одягом) — одяг для носіння у виробничих умовах різних галузей господарства
  - Спеціальний (спецодяг) — виробничий одяг для захисту працюючого від впливу небезпечних та шкідливих виробничих факторів
  - Санітарний — виробничий одяг для захисту предметів праці від того, хто працює, і того, хто працює, від загальних виробничих забруднень
    - Технологічний — різновид санітарного одягу для захисту предметів праці

  - Формений (уніформа) — одяг військовослужбовців, працівників спеціальних відомств та учнів, для яких встановлена форма

### За комплектністю
- Окремі повнофункціональні вироби одягу — вироби одягу, які можуть використовуватися самостійно, окремо від інших виробів одягу.
- Комплекти одягу — вироби одягу, виконані в єдиному стилі та призначені для спільного носіння: костюм (у тому числі: чоловічий костюм, жіночий костюм), брючний комплект, купальний костюм, пляжний комплект, піжама.

За технологією виготовлення
- Швейний — одяг, виготовлений в умовах швейного виробництва з усіх видів матеріалів, призначених для одягу та білизняних виробів
- Трикотажний — одяг, виготовлений в умовах трикотажного виробництва з трикотажного полотна або цільнопов'язане
- Валяна

За типом виробництва
- Одяг масового виробництва — одяг на типові фігури, виготовлений серіями в умовах потокового виробництва;
  - Прет-а-порте ;
- Одяг за індивідуальним замовленням — одяг, виготовлений за вимірами фігури людини та пропонованої моделі.

За основним матеріалом
- Тканинна
- Шкіряна
- Хутряна
- Перо-пухова
- Гумово-полімерна

## Типи одягу
- верхній одяг;
- спідня білизна;
- взуття;
- головний убір
- аксесуари одягу
- костюм.

## Розміри одягу
Розміри одягу — певний літерний або цифровий код, що відповідає певним лінійним параметрам людського тіла або його частин, для яких призначена ця деталь одягу. Для спрощення вибору відповідного тій чи іншій людині одягу та взуття виробниками використовуються системи позначень розмірів. Найчастіше розмір наноситься на бирку, прикріплену до одягу, а разі взуття він може бути на підошві чи устілці.

## Матеріали для виготовлення
Тканина, голки, ножиці, нитки, макети, ескізи, швейна машина.

## Пропорції одягу
Пропорції одягу — вміння знайти правильну довжину всіх компонентів. Пропорції це не тільки співвідношення довжини виробу до зросту, але й довжини спідниці до довжини жакету, ширини рукава до ліфу та силуету загалом.
Уявімо собі, що фігура людини складається з двох частин: від тім'я до талії та від талії до стопи. Від того, де розташована лінія талії, тобто якими є індивідуальні пропорції фігури, врешті залежить зовнішній вигляд людини.
Ідеальна або «золота» пропорція для сприйняття зовнішності є така, де співвідношення верхньої та нижньої частин дорівнює 3:5. Принцип «золотої пропорції» це ділення на дві нерівні частини, де менша частина співвідноситься до більшої частини так, як більша частина до цілого, що складається із суми всіх частин, наприклад 3:5; 5:8; 8:13.